# Schotterfeld
Das Schotterfeld ist ein Begriff aus der Geomorphologie bzw. der Geophysik und bezeichnet Schwemmlandebenen, deren Untergrund im Allgemeinen aus Kiesen und Geröllen besteht. Er wird in Zusammenhang mit der alpinen Vereisung verwendet. Sie entstehen, wenn Gletscherschmelzbäche die Endmoräne durchschneiden und sich in der Ebene dahinter verbreitern. Dadurch verliert der Schmelzbach stark an Geschwindigkeit und lässt das mitgeführte Geröll in einem breiten Schwemmkegel liegen. Das anfangs recht große Neigungsverhältnis (bis zu 20 %) nimmt dabei rasch ab. Gröberes Material lagert sich nahe hinter der Endmoräne ab, wohingegen feinerer Kies und Sand noch weit flussabwärts getragen werden. Meist befinden sie sich an Flussläufen unterhalb von (ehemaligen) Gletschern.
Im Alpenvorland hat sich ein Schotterfeld statt eines Sanders ausgebildet, da die alpinen Gletscher einen kürzeren Weg als das skandinavische Inlandeis zurückgelegt haben und das mitgeführte Material deshalb nicht so fein zermahlen konnten.
Ein Beispiel für ein Schotterfeld ist die Münchner Schotterebene.